# オピペウター
オピペウテレラ （学名 Opipeuterella ）旧学名オピペウター （Opipeuter）は、オルドビス紀前期に生息していた三葉虫の一つ。節足動物門 - 三葉虫綱に属する。
1974年、スヴァールバル諸島産の標本に基づいてOpipeuterと命名されたが、後に、1969年に命名されていたピグミーテグー科のトカゲが同じ属名だったことが分かり（現在は Proctoporus に統一されこの属名は使われていないが、先取権は引き続き有効となる）、属名はOpipeuterellaに変更された。
他にはネバダ州・ニューファンドランド島・アルゼンチン・アイルランドなどから化石が産出している。
全長約4cm。大型の眼が身体の側方に突き出ており、頭部を動かす事無く全方向を見ることができたと推定される。こうした形態から、オピペウテレラは他の三葉虫の様な底性の生物ではなく、水中を遊泳していたと考えられている。その際には背中を下にしていたとされる。